# Madjira
Een madjira, ook wel manjeera of taal, is een slaginstrument dat wordt gebruikt in en rond India. Het is gemaakt van metaal of koper en bestaat uit twee bellen waarvan er elk een in de hand wordt gehouden. Het geluid wordt gemaakt door ze tegen elkaar aan te slaan. Het lijkt sterk op Westerse handcimbalen, maar is doorgaans veel kleiner in diameter en meer klokvormig.
De madjira komt van oorsprong uit Azië en wordt ook in Suriname bespeeld door Hindoestanen. Het wordt samen met de dhool vaak tijdens de Holi-Phagwa bespeeld als ritmische begeleiding van de chautal-zangers.